# مدرسة الصحة العسكرية (تونس)
مدرسة الصحة العسكرية (بالفرنسية: École de la santé militaire)‏ هي مؤسسة تونسية للتعليم العسكري تعنى بتكوين ممرضين: ضباط صف تقنين سامين في علوم التمريض وضباط صف محضرين صيدلين ورقباء معينين صحيين. تقع المدرسة تحت نظر الإدارة العامة للصحة العسكرية التابعة لوزارة الدفاع الوطني. 

تقع المدرسة في الثكنة العسكرية بباب سعدون في تونس العاصمة.

## التكوين
| الاختصاص                  | مدة الدراسة | رتبة عند التخرج |
| ------------------------- | ----------- | --------------- |
| تقني سامي في علوم التمريض | ثلاثة سنوات | وكيل            |
| محضرين صيدليين            | سنتين       | عريف            |
| معين صحي                  | سنتين       | رقيب            |

## مقالات ذات صلة
- وزارة الدفاع الوطني (تونس)